# Egyptian Delta Light Railways
| Egyptian Delta Light Railways                                            | Egyptian Delta Light Railways |
| ------------------------------------------------------------------------ | ----------------------------- |
| Sentinel Schmalspurlok Nr. 200 der Egyptian Delta Light Railways um 1920 |                               |
| Streckenverlauf in den 1920er Jahren                                     |                               |
| Streckenlänge:                                                           | 1000 km                       |
| Spurweite:                                                               | 750 mm (Schmalspur)           |
|                                                                          |                               |

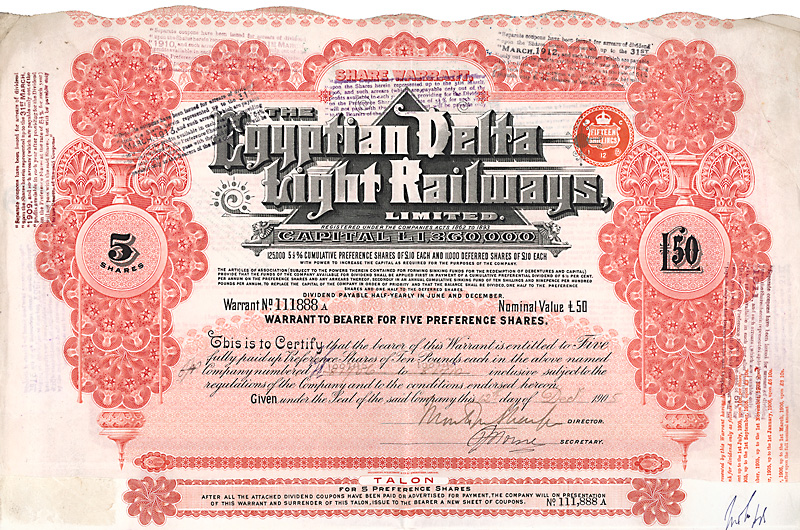
Vorzugsaktie der Egyptian Delta Light Railways vom 12. Dezember 1905

Die Egyptian Delta Light Railways (Ägyptische Delta-Kleinbahnen)  bauten und betrieben ein rund 1000 km langes Schmalspurbahnnetz in Ägypten. 

## Geschichte
Der Bau der ersten Strecke begann 1898. Das Netzwerk der Eisenbahngesellschaft mit einer Spurweite von 750 mm bestand aus insgesamt etwa 1000 km langen Bahnstrecken durch das Nildelta nördlich von Kairo, die teilweise nicht miteinander verbunden waren. Das Netzwerk hatte die Aufgabe, das Normalspurnetz für den Lokalverkehr zu ergänzen. 
Im Jahr 1900 fusionierte die Gesellschaft mit der Compagnie des chemins économiques de l’Est égyptien. Die Eisenbahn war bis nach dem Zweiten Weltkrieg in Betrieb, konnte aber schließlich nicht mehr wirtschaftlich betrieben werden. Im Jahr 1953 wurde das Vermögen der Bahngesellschaft von der ägyptischen Regierung beschlagnahmt und anschließend versteigert.
Ab dem 1. August 1956 setzte sich Luke Teeling im House of Commons beim britischen Außenminister John Hope für die 1954 aufgrund zweier Gerichtsverhandlungen verloren gegangenen Rechte der britischen Aktionäre ein. Im November 1971 stellte der britische Außenminister Anthony Kershaw aufgrund einer Anfrage von Peter Rost klar, dass die Light Railway bereits 1953 vom ägyptischen Staat übernommen worden war und deshalb nicht unter das Kompensationsabkommen der Verstaatlichungsmaßnahmen von 1960–64 gefallen sei.

## Schienenfahrzeuge

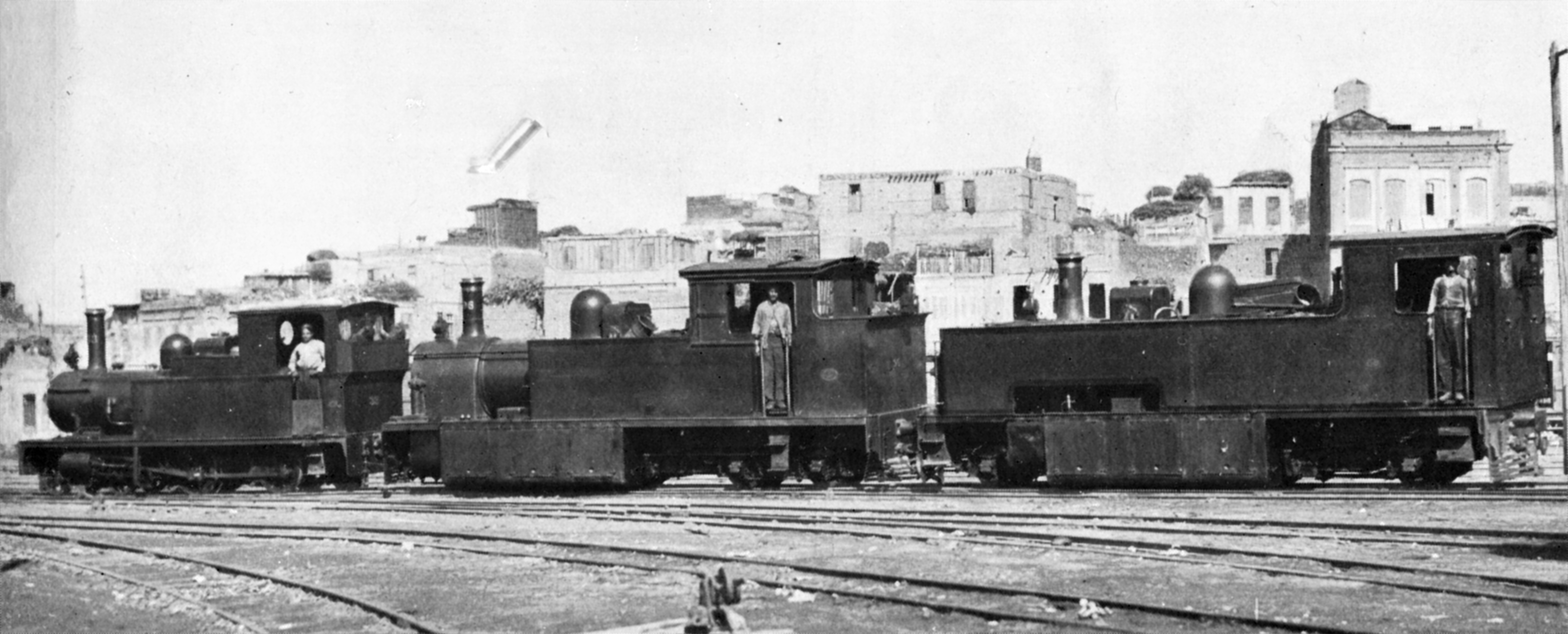
Dampflokomotiven der Baureihen Delta, Nasmyth und Simla

Die ersten 35 4-4-0T-Lokomotiven wurden 1898 von W. G. Bagnall hergestellt. Im Jahr 1900 wurden weitere 18 2-4-0T- und 16 0-6-2T-Lokomotiven von der Lokomotivfabrik Krauss & Comp. hergestellt. Im Jahr 1907 lieferten Nasmyth, Wilson and Company und North British Locomotive Company weitere 30 0-6-4T-Lokomotiven. Später lieferte W. G. Bagnall eine 2-6-2T der Baureihe, die auch zur Kalighat–Falta Railway und zur Bankura–Damodar Railway nach Indien geliefert wurden, wo sie als Delta-Klasse bekannt wurden. Im Jahr 1930 hatte die Eisenbahngesellschaft bereits 129 Lokomotiven. Dazu kamen später etwa 50 Sentinel-Lokomotiven. Die ersten Diesellokomotiven wurden in den 1930er Jahren beschafft. 1936 war die Gesellschaft im Besitz von 128 Lokomotiven, 350 Personenwagen und 1471 Güterwagen.